# Predigtstuhl (Kaisergebirge)
Der Predigtstuhl ist ein 2116 m ü. A. hoher Berg im Wilden Kaiser in den Nördlichen Kalkalpen östlich von Kufstein in Tirol.

## Lage
Zusammen mit Hinterer Goinger Halt, Karlspitzen, Fleischbank und Christaturm bildet der Gipfel die Umrahmung der Steinernen Rinne, eines ehemaligen Gletscherkars, das südlich gegen den Übergang des Ellmauer Tors heraufzieht. Im Norden fällt der Predigtstuhl steil mit einer 500 Meter hohen Felskante ins Kaiserbachtal ab. Im Osten weist er eine steile mehrere hundert Meter hohe Felsflanke auf, die hinunter zieht ins Große Griesener Tor (Hochkar). Im Westen entsendet er eine rund 300 Meter hohe steile Felswand hinab zur Steinernen Rinne. Der Berg gehört zur Gemeinde Kirchdorf in Tirol.

## Gipfel
- Nordgipfel 2092 m
- Mittelgipfel 2086 m
- Hauptgipfel 2115 m

## Routen
Erstbesteiger des Predigtstuhls waren Johann Tavonaro und Philip Scheiner am 30. Juni 1895.
Der Berg zählt zu den berühmten Kletterbergen der nördlichen Kalkalpen. Zu den bekanntesten Anstiegen zählen die Angermannrinne (Normalweg im UIAA-Schwierigkeitsgrad III über die Predigtstuhlscharte), die markante Nordkante und der Botzong-Kamin. Ausgangsort für diese Routen ist das Stripsenjochhaus des ÖAV. 
Der Normalweg beginnt im oberen Teil der Steinernen Rinne und führt zunächst zu einer Geröllterrasse und von dort durch Rinnen und Felsen (II–III) hinauf auf die Predigtstuhlscharte, gelegen zwischen dem Hauptgipfel des Predigtstuhls und der südlich gelegenen Hinteren Goinger Halt. Von der Scharte führt die Route über die Angermannrinne (III, Bohrhaken) hinauf zum Gipfelkreuz mit Buch. Zeitbedarf rund 1,25 Stunden.
Häufig wird im Anschluss einer Besteigung des Predigtstuhl-Hauptgipfels ausgehend von der Predigtstuhlscharte über den Nordgrat die Hintere Goinger Halt bestiegen und von dort über den markierten Steig abgestiegen.
Der Nordgipfel kann beispielsweise über die Nordkante (III–IV) bestiegen werden; von dort ist eine Überschreitung des Mittelgipfels zum Hauptgipfel via Botzongscharte möglich (II–IV).